# Carinascincus greeni
Carinascincus greeni är en ödleart som beskrevs av  Rawlinson 1975. Niveoscincus greeni ingår i släktet Carinascincus och familjen skinkar. Inga underarter finns listade i Catalogue of Life.
Denna ödla förekommer i bergstrakter på Tasmanien. Arten vistas i regioner som minst ligger 1000 meter över havet. Ödlan lever i klippiga områden vid kanten av vattendrag eller i våtmarker. Den söker skydd i bergssprickor och intill stenar. Carinascincus greeni kan simma. Honor lägger inga ägg utan föder levande ungar. Ungarna är efter två år full utvecklade. Hannar och honor blir könsmogna vid en längd av cirka 55 cm (utan svans). Per kull föds 2 eller 3 ungar.
Landskapsförändringar som beror på klimatförändringar kan påverka beståndet. Arten delar reviret med Carinascincus ocellatus och Carinascincus metallicus som inte är lika känsliga för förändringar. IUCN listar arten som sårbar (VU).